# Jan Krasicki (filozof)
Jan Krasicki (ur. 1954) – polski filozof, dr hab. nauk humanistycznych, profesor zwyczajny Instytutu Filozofii Wydziału Nauk Społecznych Uniwersytetu Wrocławskiego.

## Życiorys
W 1979 ukończył studia z filologii polskiej na Uniwersytecie Wrocławskim. W 1992 obronił pracę doktorską Eschatologia i mesjanizm. Studium światopoglądu Mariana Zdziechowskiego, 28 czerwca 2004 habilitował się na podstawie dorobku naukowego i pracy. 25 czerwca 2013 nadano mu tytuł profesora w zakresie nauk humanistycznych.
Objął funkcję profesora zwyczajnego w Instytucie Filozofii na Wydziale Nauk Społecznych Uniwersytetu Wrocławskiego, a także profesora w Instytucie Filozofii na Wydziale Historycznym i Pedagogicznym.

## Publikacje
- 2006: Apologia Dobra Włodzimierza Sołowiowa[2]
- 2008: O dwóch takich co "niczyj" byli (A.N. Bierdiajew i A.A. Jermiczow)[2]
- 2008: Dziecko a zło[2]
- 2008: Eschaton i zło: Mikołaj Bierdiajew[2]
- Bierdiajew i inni. W kręgu myśli rosyjskiego renesansu filozoficzno-religijnego. Warszawa: Wydawnictwo Naukowe Scholar, 2012, seria: Filozofia Rosyjska. ISBN 978-83-738-3621-1. Brak numerów stron w książce